# Крівле-Ілюшкинська сільська рада
Крі́вле-Ілю́шкинська сільська рада (рос. Кривле-Илюшкинский сельский совет) — муніципальне утворення у складі Куюргазинського району Башкортостану, Росія. Адміністративний центр — село Крівле-Ілюшкино.

## Населення
Населення — 1318 осіб (2019, 1523 в 2010, 1568 в 2002).

## Склад
До складу поселення входять такі населені пункти:
| Населений пункт             | Населення, осіб (2002) | Населення, осіб (2010) |
| --------------------------- | ---------------------- | ---------------------- |
| Александровський, хутір     | 7                      | 3                      |
| Арслано-Амекачево, присілок | 151                    | 159                    |
| Знаменка, присілок          | 179                    | 88                     |
| Кінзябаєво, присілок        | 223                    | 233                    |
| Крівле-Ілюшкино, село       | 601                    | 678                    |
| Кузнецовський, хутір        | 16                     | 10                     |
| Новомихайловка, присілок    | 1                      | 2                      |
| Новотроїцька, присілок      | 63                     | 38                     |
| Новоядгаровська, присілок   | 6                      | 1                      |
| Новоямашево, присілок       | 85                     | 71                     |
| Павловка, присілок          | 233                    | 235                    |
| Суракаєво, хутір            | 3                      | 5                      |